# Nanjoka
Nanjoka è una circoscrizione mista (mixed ward) della Tanzania situata nel distretto di Tunduru, Regione del Ruvuma. Conta una popolazione di 9 486 abitanti (censimento 2012).